# Хаміль Мауад
Хорхе Хаміль Мауад Вітт (ісп. Jorge Jamil Mahuad Witt; нар. 29 липня 1949) — еквадорський політичний діяч, президент країни з серпня 1998 до січня 2000 року. Був усунутий від влади в результаті військового перевороту.

## Життєпис
Походив з родини емігрантів з Лівану й Німеччини. Освіту здобув у Гарварді, де вивчав державне управління. У 1992—1998 роках обіймав посаду мера Кіто. 1998 був обраний на пост глави держави, набравши 1 341 089 (35,3 %) голосів у першому турі та 2 243 000 (51,3 %) — у другому, подолавши «бананового короля» Альваро Нобоа.
У жовтні 1998 року підписав у Бразилії угоду про кордон з Перу. Та угода задовольняла обидві сторони й полягала у сторічній оренді Еквадором спірної ділянки території, що залишилась за Перу. Восени 1999 року оголосив про дефолт за зовнішнім боргом. 9 січня 2000 року через складну макроекономічну ситуацію ініціював відмову від національної валюти — еквадорського сукре — на користь американського долара, що спричинило невдоволення профспілок та індіанців.
21 січня індіанці та представники профспілок організували масові маніфестації біля президентського палацу, вимагаючи відставки Мауада. Увечері, коли протестувальники спробували увірватись у палац президента, на їхній бік перейшов полк президентської гвардії на чолі з Лусіо Гутьєрресом. Разом вони змусили Мауада потай, на машині швидкої, утекти з міста на лояльну військову базу. Переворот засудили США й сусідні з Еквадором держави, в результаті чого наступного дня Хунта національного порятунку Гутьєрреса передала владу цивільному президенту. 22 січня парламент затвердив на посту глави держави віце-президента Густаво Нобоа. Сам Нобоа, однак, продовжив перехід на американський долар.